# وانی کاپور
وانی کاپور (به انگلیسی: Vaani Kapoor) (زاده ۲۳ اوت ۱۹۸۸) بازیگر و مدل هندی است.
از فیلم‌های معروف او می‌توان به بازی در فیلم بی‌خیال و عاشقی در چندی‌گر اشاره کرد.

## فیلم‌شناسی
فهرست برخی از فیلم‌هایی که وانی کاپور در آن‌ها به ایفای نقش پرداخته‌است:
| سال  | عنوان             | ماهیت       |
| ---- | ----------------- | ----------- |
| ۲۰۱۳ | یک عاشقانه تصادفی | فیلم        |
| ۲۰۱۴ | وای ازدواج        | فیلم        |
| ۲۰۱۶ | بی خیال           | فیلم        |
| ۲۰۱۷ | مین یار مانانا نی | موزیک ویدیو |
| ۲۰۱۹ | جنگ               | فیلم        |
| ۲۰۲۱ | عاشقی در چندی گر  | فیلم        |
| ۲۰۲۱ | بل باتم           | فیلم        |
| ۲۰۲۲ | شمشیرا            | فیلم        |
| ۲۰۲۴ | برای سرگرمی       | فیلم        |
| ۲۰۲۵ | یورش ۲            | فیلم        |
| ۲۰۲۵ | ابیر گولال        | فیلم        |
| ۲۰۲۵ | قتل های ماندالا   | مینی سریال  |